# 尾根緑道

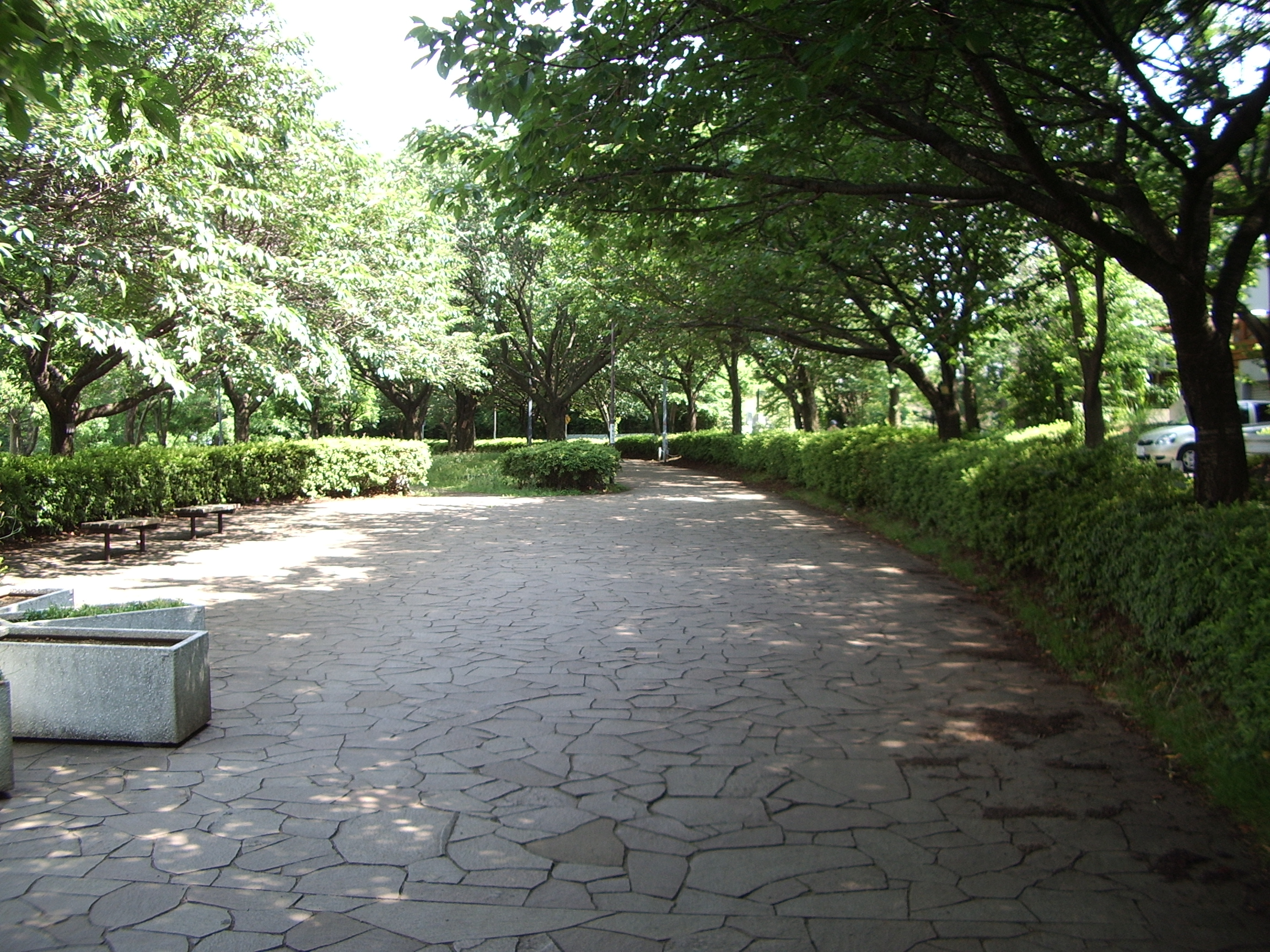
尾根緑道

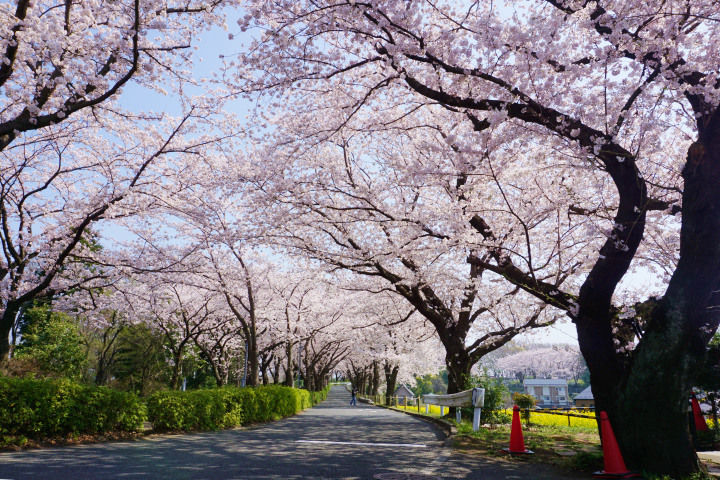
桜並木

尾根緑道（おねりょくどう）は、東京都町田市内にある全長およそ8 kmの緑道である。毎年桜の開花時期には「町田さくらまつり」が開催される。

## 概要
この緑道は多摩丘陵と相模原台地の際の尾根づたいに東西に延びており、現在では開花期が少しずつ異なる18種類の桜が植えられ桜の名所となっているほか、秋には紅葉が楽しめる様々な樹木も道沿いに植えられており、四季を通じた周辺住民の憩いの場となっている。緑道は多摩丘陵南西縁の尾根上にあるため、南方には相模平野や丹沢山塊、富士山が一望出来る。
元々は大日本帝国陸軍が計画した「戦車類運行試験場」と呼ばれる道路計画に基づき1943年（昭和18年）に築造された未舗装の戦車用テストコースの一部であり、以前は「戦車道路」と呼ばれていた。本来は総延長約30 kmの道路計画だったが開通したのは約8 kmの一部区間のみであり、残りの大部分の区間は工事未着手のまま終戦となった。戦時中は「試行道路」とよばれ、陸軍は現在の相模原市内にあった相模陸軍造兵廠で生産された戦車を1.2 kmほど離れたこの道に持ち込み、走行試験や陸軍士官学校生の操縦訓練が行われていた。起点は、八王子市と町田市の市境付近であるが、それとわかる目印は残されていない。
戦後は防衛庁が再整備をして「車両試験道路」として管理し、1965年頃まで装甲車などの走行試験に使っていた。その後、町田市が国から借り受けて緑道として整備し、名称を改めて開放した。整備は、当時の町田リサイクル文化センター（現・町田市バイオエネルギーセンター、下小山田町）があるところを東端の入口とし、西に向かって進められ、1984年（昭和59年）に最初の約1.5 km区間が供用された。
現在尾根緑道として整備・開放されている区間は、桜美林大学の北方、町田市下小山田町の尾根緑道入口停留所付近から、町田市小山ヶ丘の都立小山内裏公園内にかけてである。
1988年手づくり郷土賞（やすらぎとうるおいのある歩道）受賞。

## トンネル
尾根緑道下には6つのトンネルが貫通している。

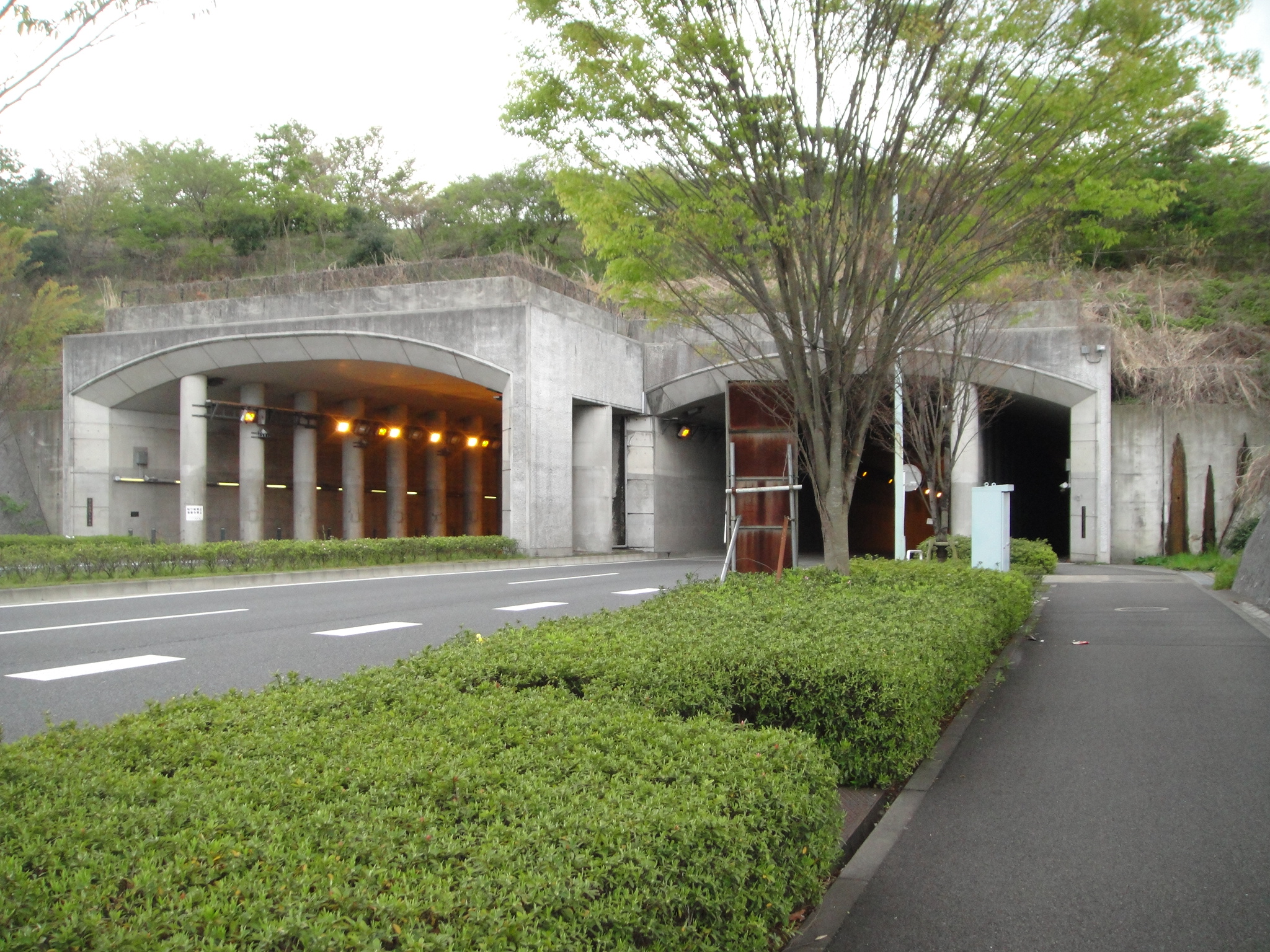
小山長池トンネル

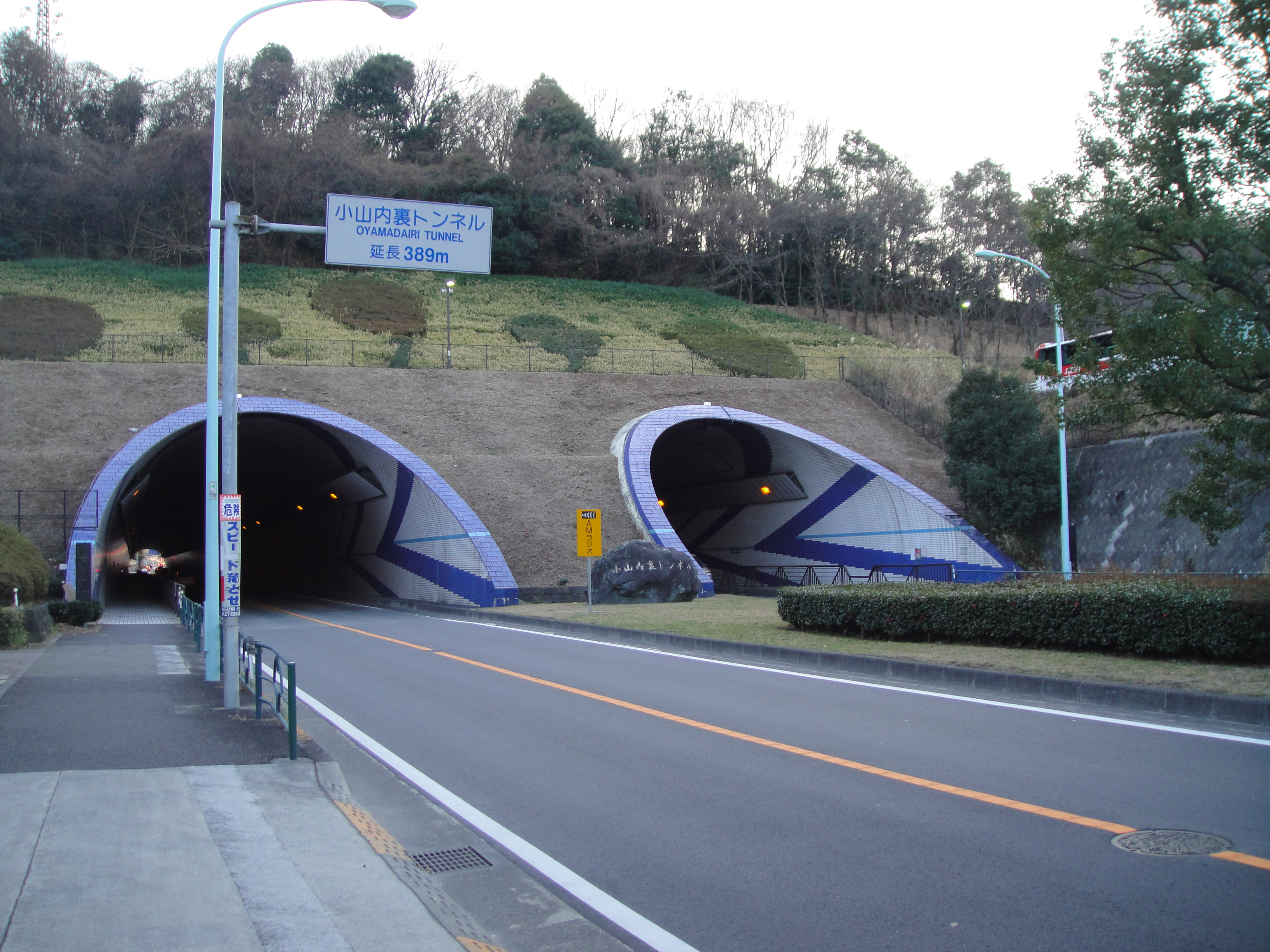
小山内裏トンネル

- 小山田隧道（町田市常盤町 - 小山田桜台1丁目、桜台通り）
- 戦車道路トンネル（町田市常盤町）
- 星谷戸トンネル（町田市小山ヶ丘1丁目）
- 小山長池トンネル（町田市小山ヶ丘2丁目 - 八王子市南大沢3丁目、南多摩尾根幹線道路）
- 津島下トンネル（町田市小山ヶ丘2丁目 - 八王子市南大沢4丁目）
- 小山内裏トンネル（町田市小山ヶ丘4丁目 - 八王子市南大沢5丁目、多摩ニュータウン通り）

津島下トンネルでは数年前まで車が放置される事で問題になっていたが、現在では防犯カメラの設置により解決された。